# CRISP1
CRISP1 (Cysteine-Rich Secretory Protein 1, previamente denominada AEGL1) es una proteína miembro de la familia de proteínas secretadas ricas en cisteína. En humanos, CRISP1 está codificada por el gen CRISP1, ubicado en el brazo corto del cromosoma 6.

## Función
La proteína CRISP1 es sintetizada en el epidídimo y secretada a su lumen. Posteriormente se une a la región postacrosomal de la cabeza del espermatozoide, donde realiza una función esencial en la fecundación al reconocer sitios complementarios localizados en las superficie del óvulo. Por ello, el papel de CRISP1 resulta crítico en la fusión del espermatozoide con el óvulo en la fecundación.

## Clonaje y Expresión
La glicoproteína acídica del epidídimo (AEG, acidic epididymal glycoprotein) de roedor está implicada en la fusión del espermatozoide y el óvulo en la fecundación. Hayashi et al. (1196) clonaron un cDNA de la glicoprogeína AEG-like humana, la cual nombraron como ARP (AEG-related protein). Este cDNA fue obtenido usando PCR degenerada, empleando un primer basado en regiones conservadas de la familia génica CRISP de roedor, lo cual permitió obtener una librería de cDNA del epidídimo humano. 
Con este trabajo se encontró un cDNA que se predijo codificaría para una proteína de 249 aminoácidos, la cual sería idéntica en un 40% a las proteínas Aeg y Tpx1 de roedor (siendo ellas mismas idénticas en un 55% de su secuencia). Por tanto, ARP es en realidad una proteína ortóloga de AEG, y no un homólogo verdadero de la misma. El Northern blot mostraba un mRNA de 1.4 kb únicamente en el epidídimo. Por otro lado, el Western blot permitió observar dos proteínas en las distintas regiones del epidídimo. Así, en la electroforesis se mostraba una banda intensa de 30 kD y una más débil de 26 kD. Mediante desglicosilación enzimática de los oligosacáridos unidos a los residuos amino de la proteína de 30 kD, se obtuvo un residuo de 26 kD. De este modo se demostraba cómo la banda débil se correspondía con la misma proteína previa modificación por glicosilación, estando los oligosacáridos unidos a la misma mediante la asparagina localizada en la posición 211. 
Hayashi et al. (1996) propusieron que, al no estar presente la proteína en los testículos, los espermatozoides deberían unir ARP a su membrana durante su paso a través del epidídimo. Mediante técnicas de inmunohistoquímica fue posible observar cómo la proteína ARP presenta mayor abundancia en la región postacrosomal de la cabeza del espermatozoide. 
Texto de página.

## Mapeado
Hayashi et al. (1196) mapearon el gen CRISP1 (AEGL1) por hibridación fluorescente in situ (FISH) en la región 6p21.2-p21.1. Esta región es sinténica al cromosoma siete de ratón (Mus musculus), donde se localizan los genes Aeg2 y Tpx1. Sin embargo, las secuencias relacionadas con AEGL1 no pudieron ser detectadas por Southern blot en el DNA del roedor. Para explicarlo, Hayashi et al. (1996) proponen que el producto de AEGL1 podría formar parte del producto funcional AEG del ratón. Texto de página.